# Nepalfink
Nepalfink (Procarduelis nipalensis) är en asiatisk fågel i familjen finkar inom ordningen tättingar.

## Utseende
Nepalfinken är med en kroppslängd på 15–16 centimeter en medelstor men slank och tunnäbbad. Hanen är genomgående rödfärgad med mörkt brunrött röstband, ögonstreck och rygg med otydliga mörka streck. Ögonbrynstreck, strupe och buk är ljusrosa.
Honan är brungrå utan röda nyanser och ögonbrynsstreck. Undersidan är ostreckad, manteln streckad och övergump samt övre stjärttäckare olivbruna. Den har även vitspetsade tertialer och ett gulbrunt vingband.

## Läten
Från nepalfinken hörs läten som i engelsk litteratur återges som ett hest "chair", men även en dubbel vissling.

## Utbredning och systematik
Arten häckar i bergsområden i Centralasien på mellan 2400 och 4450 meters höjd. Den delas in i tre underarter:
- Procarduelis nipalensis kangrae – förekommer i västra Himalaya (Kashmir till Garhwal)
- Procarduelis nipalensis nipalensis – förekommer i Himalaya (Kumaon till Nepal, Sikkim, Bhutan och sydöstra Tibet)
- Procarduelis nipalensis intensicolor – häckar i bergstrakter från sydvästra Kina till södra Tibet och Nordvietnam, övervintrar så långt som till södra Myanmar

Underarten intensicolor inkluderas ofta i nominatformen.

### Släktestillhörighet
Tidigare placerades den i släktet Carpodacus och kallades då på svenska mörk rosenfink. DNA-studier visar dock att den är närmare släkt med alpfinkar i Leucosticte varför den numera lyfts ut till det egna släktet Procarduelis där den placeras som ensam art.

## Levnadssätt
Nepalfinken är en rätt skygg och tillbakadragen fågel som häckar i buskmarker ovanför trädgränsen och blandskog med inslag av rhododendron. Vintertid ses den i skogsgläntor och jordbruksbygd. Den födosöker på marken i par eller smågrupper, på jakt efter frön och bär.

## Status och hot
Arten har ett stort utbredningsområde och en stor population med stabil utveckling och tros inte vara utsatt för något substantiellt hot. Utifrån dessa kriterier kategoriserar internationella naturvårdsunionen IUCN arten som livskraftig (LC). Världspopulationen har inte uppskattats men den beskrivs som vanlig eller ganska vanlig.

## Bilder

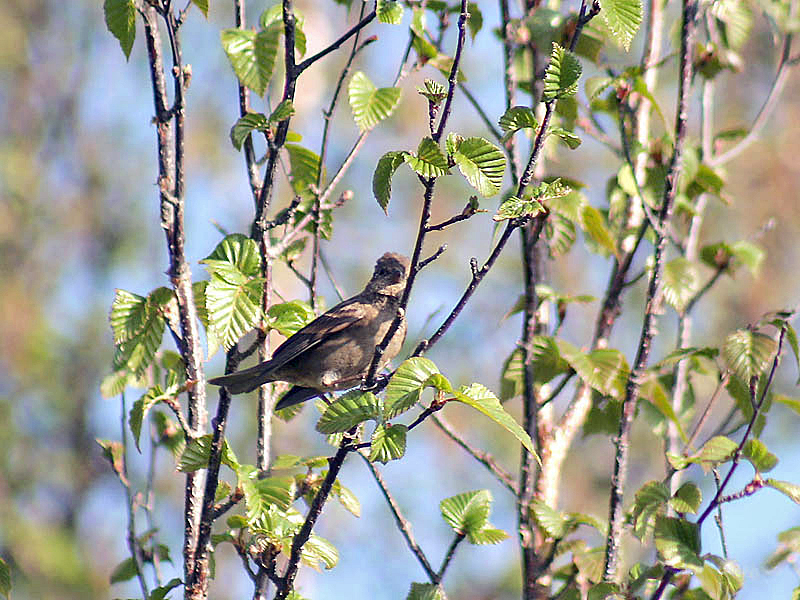
Adult hona.
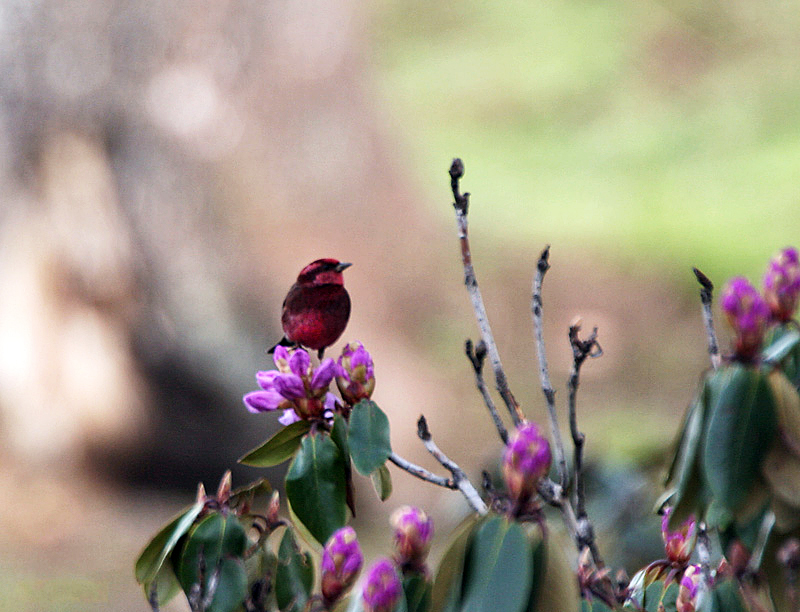
Adult hane.